# Anevrina sulcatifemur
Anevrina sulcatifemur är en tvåvingeart som beskrevs av Borgmeier 1962. Anevrina sulcatifemur ingår i släktet Anevrina och familjen puckelflugor. Inga underarter finns listade i Catalogue of Life.